# Sophie-Élisabeth de Brandebourg
Titre
Duchesse consort de Saxe-Altenbourg
1er avril 1639 – 16 mars 1650
(10 ans, 11 mois et 15 jours)
Sophie-Élisabeth de Brandebourg (1er février 1616 au château de Moritzbourg à Halle – 16 mars 1650 au château d'Altenbourg) est une princesse de Brandebourg de naissance et par mariage duchesse de Saxe-Altenbourg.

## Biographie
Sophie Élisabeth est le seul enfant de Christian-Guillaume de Brandebourg (1587-1665) de son premier mariage avec Dorothée de Brunswick-Wolfenbüttel (1596-1643), la fille du duc Henri-Jules de Brunswick-Wolfenbüttel. La princesse est née au château de Moritzbourg à Halle, où son père avait séjourné en tant qu'administrateur de l'Archevêché de Magdebourg.
Elle épouse le 18 septembre 1638, à Altenbourg le duc Frédéric-Guillaume II de Saxe-Altenbourg (1603-1669). Le mariage a été décrit comme un heureux, cependant, il est resté sans enfant. Elle a soutenu financièrement la construction de l'église de Friedhof à Altenbourg.
Sophie-Élisabeth meurt le 16 mars 1650, et est enterrée dans la crypte ducale de l'église à Altenbourg.